# Anomala celebica
Anomala celebica är en skalbaggsart som beskrevs av Ohaus 1936. Anomala celebica ingår i släktet Anomala och familjen Rutelidae. Inga underarter finns listade i Catalogue of Life.